# Разумово (Свердловская область)
Разумово — посёлок в Туринском городском округе Свердловской области, России.

## Географическое положение
Посёлок Разумово муниципального образования «Туринского городского округа» расположена в 8 километрах к северу-западу от города Туринска (по автотрассе — 9 километров), на правом берегу реки Тура, к югу от деревни Кокузово.

## Население
| 2002 | 2010 | 2021 |
| ---- | ---- | ---- |
| 75   | ↘55  | ↘25  |